# Unterasselborn
Unterasselborn ist ein Ortsteil im Stadtteil Asselborn von Bergisch Gladbach.

## Geschichte
Unterasselborn erhielt seinen Namen nach einer vermutlich mittelalterlichen Siedlungsgründung, die im Urkataster als Unterste Asselborn angegeben ist.
Im Übrigen ist Asselborn ein mittelalterlicher Siedlungsname, der für 1294 in der Form de Astelburne nachgewiesen ist. Die Bedeutung des Namens lässt sich nur vermuten. Wahrscheinlich wies die Bezeichnung auf eine Quelle (born = Quelle) bei einem Haselstrauch hin (mundartlich „Hassel“ oder „Assel“ = Hasel). Andererseits könnte sich der Name aus dem mittelhochdeutschen „astach“ (= Gipfel, Äste und Zweige gefällter Bäume) herleiten, woraus sich ein Bezug zu Rodungstätigkeiten ergäbe.